# Patelloa patelloides
Patelloa patelloides là một loài ruồi trong họ Tachinidae.